# گرمن
گرمن یکی از روستاهای شهرستان شاهرود در استان سمنان ایران است.
این روستا در دهستان خرقان در بخش بسطام جای دارد. جمعیت روستای گرمن بر پایه نتایج سرشماری سال ۱۳۸۵ برابر با ۳۳۵ نفر (۱۰۲ خانوار) بوده است.
روستای گرمن به دو بخش کهن گرمن و روستای گرمن تقسیم می‌شود.
یخدان تاریخی و کهن گرمن از مناطق دیدنی و تاریخی این روستاست.
سیاهپوش کردن، علم بندان، دسته روی، سینه زنی حلقه، اطعام کلیه عزادارن در دهه اول محرم، تعزیه خوانی و مقتل خوانی از ویژه برنامه‌های دهه اول محرم در روستای گرمن است. در زبان محلی منطقه به گرمن (گرمه) گفته می‌شود.